# Arquillinos
Arquillinos is een gemeente in de Spaanse provincie Zamora in de regio Castilië en León met een oppervlakte van 17,64 km². Arquillinos telt 119 inwoners (1 januari 2016).

## Demografische ontwikkeling
Bron: INE, 1857-2011: volkstellingen